# Маундс Вју (Минесота)
Маундс Вју (енгл. Mounds View) град је у америчкој савезној држави Минесота.

## Демографија
По попису из 2010. године број становника је 12.155, што је 583 (-4,6%) становника мање него 2000. године.
| Група             | 2000.          | 2010.         |
| Белци             | 11.390 (89,4%) | 9.634 (79,3%) |
| Афроамериканци    | 306 (2,4%)     | 664 (5,5%)    |
| Азијати           | 398 (3,1%)     | 850 (7,0%)    |
| Хиспаноамериканци | 334 (2,6%)     | 611 (5,0%)    |
| Укупно            | 12.738         | 12.155        |